# پی‌اس‌آر بی۰۹۵۰+۰۸
پی‌اس‌آر بی۰۹۵۰+۰۸ یک ستاره است که در صورت فلکی تلمبه قرار دارد.